# ماناگوآ
ماناگوآ پایتخت کشور نیکاراگوئه است. جمعیت این شهر در سال ۲۰۰۴ برابر با ۱٬۷۲۳٬۱۰۰ بوده است.
اکثریت جمعیت آن را اسپانیایی‌زبانان مستیزو تشکیل می‌دهند اما اقلیت‌هایی از اروپایی‌تباران کاتالونی، آلمانی و فرانسوی هم در آن زندگی می‌کنند.
ماناگوا در ساحل جنوب غربی دریاچهٔ ماناگوا قرار دارد، در سال ۱۸۵۷ به عنوان پایتخت ملی برگزیده شد؛ پیش از آن، پایتخت بین لئون و گرانادا متغیر بود. این شهر در سال ۱۸۱۹ به نام لئال ویلا د سانتیاگو د ماناگوا، بنیان نهاده شد و حیات خود را به عنوان یک دهکدهٔ ماهیگیری آغاز کرد. به فاصلهٔ کمی پس از آن که ملت‌های آمریکای مرکزی از اسپانیا استقلال یافتند، در سال ۱۸۲۴ تلاش‌های برای تبدیل ماناگوا به پایتخت نیکاراگوا آغاز شد. قرار گرفتن ماناگوا در بین دو شهر رقیب لئون و گرانادا، آن را به جایگزینی ایده‌آل تبدیل کرده بود.
ماناگوا امن‌ترین شهر آمریکای مرکزی و یکی از امن‌ترین شهرهای کل منطقهٔ آمریکا به‌شمار می‌رود. این شهر شاهد افت و خیزهای متعددی در تاریخ سیاسی نیکاراگوا بوده، و رنج دو زلزلهٔ ویرانگر را در طول قرن بیستم متحمل شده است.

## تاریخ
نام ماناگوا در «Mana-ahuac» ریشه دارد، که در زبان بومی ناهواتل به «در کنار آب» یا محلی که «گرداگرد آن را آب گرفته» ترجمه می‌شود. امروزه شهر در مکانی قرار دارد که قرن‌ها پیش از فتح آمریکای مرکزی توسط اسپانیایی‌ها در قرن ۱۶، بومیان آمریکایی در آن سکونت داشتند.
بالاخره در سال ۱۸۵۷، پس از آن که گرانادا توسط ارتشی از مزدوران آمریکایی به فرماندهی ویلیام واکر تخریب شد، انتخاب ماناگوا به عنوان پایتخت قطعی شد. در فاصلهٔ سال‌های ۱۸۵۲ تا ۱۹۳۰ ماناگوا دستخوش تغییرات عظیمی شد تا به شهری بدل شود که مرکز حکومت، زیر ساخت‌ها و خدمات بود. دو سیل بزرگ در سال‌های ۱۸۷۶ و ۱۸۸۵ در شهر جاری شد، و نیز زلزله‌ای ویرانگر در سال ۱۹۳۱ باعث تخریب بخش اعظم شهر شد. این شهر در دوران حکومت آناستازیو سوموزو گارسیا دیکتاتور و خانوادهٔ وی در فاصلهٔ سال‌های ۱۹۲۶ تا ۱۹۷۹ (۱۹۳۶–۱۹۷۹) روند سریع رشد خود را آغاز کرد. ساختمان‌های دولتی تازه‌ای بنا شدند، صنعت پیشرفت کرد، و دانشگاه‌ها تأسیس شدند؛ ماناگوا به پیشرفته‌ترین شهر در آمریکای مرکزی بدل شد. زلزلهٔ بزرگ دیگری در ۲۳ دسامبر ۱۹۷۲ شهر را به لرزه درآورد، که حدود ۹۰٪ شهر را ویران کرد. شهر پاکسازی شد، اما هرگز به وضعیت پیشین خود بازنگشت. زلزله باعث شد بسیاری از ساکنان ماناگوا به حومهٔ شهر پناه ببرند، و مرکز شهر به سبب ترس از زلزله‌های بعدی هرگز به‌طور کامل بازسازی نشد.

## جغرافیا
ماناگوا در ساحل جنوبی دریاچهٔ ماناگوا (که به نام دریاچهٔ Xolotlan نیز نامیده می‌شود) واقع شده است. پیش‌بینی می‌شود که این دریاچه، پس از ساخت سدی در آینده در شهر تیپی تاپا، نقش مهمی در پیشرفت و رونق اقتصادی دوبارهٔ شهر ایفا کند. گونه‌های ماهی دریاچهٔ Xolotlan درست شبیه گونه‌های دریاچهٔ کوسیبولکا هستند، البته به استثنای کوسه‌های آب شیرین، که منحصراً در دریاچهٔ کوسیبولکا وجود دارند. این دریاچه، که زمانی از نقاط دیدنی ماناگوا محسوب می‌شد، از سال ۱۹۲۷ به بعد به دلیل ورود فاضلاب‌ها و پسماندهای شیمیایی، آلوده شده است. پروژه‌ای که از سوی دولت آلمان پشتیبانی می‌شود، برای پاکسازی دریاچه آغاز شده است.
در داخل محدودهٔ شهر ماناگوا، چهار دریاچهٔ کوچک دیگر نیز وجود دارد. مرکزی‌ترین آن‌ها دریاچهٔ تیسکاپا است، که در جنوب مرکز شهر قدیمی قرار دارد. این دریاچه منبع آتشفشانی دارد و حدود ۱۰۰۰۰ سال پیش شکل گرفته است. دریاچهٔ آسوسوسکا که در سمت غرب واقع شده، مهم‌ترین منبع تأمین‌کنندهٔ آب آشامیدنی ماناگوا به‌شمار می‌رود. این دریاچه در ابتدای بزرگراه جنوبی و در نزدیکی نقطهٔ ارتباط آن با بزرگراه جدید لئون قرار گرفته است. دریاچهٔ نیاپا نیز که در جنوب دریاچهٔ آسوسوسکا واقع است، به موازات بزرگراه جنوبی امتداد یافته است. دریاچهٔ چهارم، آکاهوالینکا نام دارد، و در شمال غربی واقع است. این دریاچه، که ناحیه‌ای نیز به همین نام در شرق آن قرار دارد، کم عمق است، و محل آن در سواحل دریاچهٔ ماناگوا است.
ماناگوا نیز مانند اغلب نواحی غرب نیکاراگوا، به استثنای سیراس، آب و هوایی گرمسیری دارد، و میانگین دمای هوای آن بین ۲۸ تا ۳۲ درجه سلسیوس (۸۲ تا ۹۰ درجه فارنهایت) است. ماه‌های دسامبر و ژانویه سردترین، و مارس و آوریل گرم‌ترین و خشک‌ترین ماه‌های سال هستند؛ اما در این ماه‌ها نیز، هوای شهر به سبب نسیم‌های خنکی که از سوی دریاچهٔ ماناگوا می‌وزند، تازه می‌شود.
ماناگوا به سبب دارا بودن آب و هوای عالی، اقلیم متنوع، خاکی حاصلخیز، و باران و منابع آبی فراوان، از پوشش گیاهی بسیار متنوعی برخوردار است. به همین دلیل انواع گوناگونی از درختان در این شهر وجود دارد (که برخی از آنها، از جمله چیلامیت، مادرونیو، سی بو، pochote، جنیزارو، تیگی لوت، نخل‌های زینتی معروف به رویال پام، و پینوئلا، در سایر نقاط جهان شناخته شده نیست. در طول فصل پرباران (ماه‌های می تا نوامبر) ماناگوا به یکی از سبزترین و پردرخت‌ترین شهرهای آمریکا بدل می‌شود.

## آموزش
ماناگوا مرکز ملی آموزش و تحصیلات به‌شمار می‌رود، و بیشترین تعداد دانشگاه‌ها و موسسات آموزش عالی در آن قرار دارند. برخی از مراکز مشهور آن به این شرح است: آکادمی بین‌المللی لینکلن، مدرسهٔ آمریکایی نیکاراگوا،
مدرسهٔ آلمانی نیکاراگوا، مدرسهٔ فرانسوی نیکاراگوا، کالج آمریکای مرکزی، و موسسهٔ آموزشی لاسال.
برخی از دانشگاه‌های مهم نیز در در ماناگوا قرار دارند، از جمله: دانشگاه آمریکای مرکزی(UCA)، دانشگاه علوم بازرگانی(UCC)
، دانشگاه مهندسی(UNI)، دانشگاه آمریکایی(UAM)، دانشگاه کاتولیک(UNICA)، دانشگاه ملی کشاورزی(UNA)
، و بزرگ‌ترین دانشگاه، یعنی دانشگاه مستقل ملی نیکاراگوا(UNAN).
بنای اصلی این دانشگاه در داخل ماناگوا قرار دارد. بنای اولیهٔ آن،  در شهر لئون واقع است، و در حال حاضر بنایی فرعی است که برای رشته‌های پزشکی مورد استفاده قرار می‌گیرد.
بنای مؤسسهٔ مدیریت بازرگانی آمریکای مرکزی (INCAE) نیز در ماناگوا قرار دارد؛ این مؤسسه در سال ۱۹۶۴ و با پشتیبانی دولت ایالات متحده و سایر کشورهای آمریکای مرکزی بنیان نهاده شد.
از آن جا که دانشگاه هاروارد در بنیان این مؤسسه نقش داشت، پیوند نزدیکی میان این دو وجود دارد. بنای مذکور، یکی از دو محوطهٔ متعلق به مؤسسه است، و بنای دوم در الاجویلا، کاستاریکا واقع است. این مؤسسه عالی‌ترین مدرسهٔ بازرگانی در آمریکای لاتین است، و نیز در فهرست ۱۰ مدرسهٔ بازرگانی برتر دنیا نیز قرار دارد.

## اقتصاد
اقتصاد ماناگوا قلب اقتصادی کشور به‌شمار می‌رود، و این شهر ارائه دهندهٔ خدمات به همهٔ مردم است، اما با این وجود، بر خلاف سایر شهرهای آمریکای لاتین، با مهاجرت خیل روستاییان به شهر برای یافتن کار روبرو نیست، چرا که بسیاری دیگر از شهرهای نیکاراگوا اقتصاد و صنایعی قوی دارند. با این وجود، به سبب آن که ماناگوا تنها شهری است که جمعیتی بیش از یک میلیون نفر دارد، اغلب دفاتر و مشاغل بزرگ داخلی و بین‌المللی در آن مستقر شده‌اند. همچنین بسیاری از کارخانه‌ها با طیف متنوعی از محصولات و تولیدات در این شهر قرار دارند؛ شرکت‌های خارجی نیز مانند شرکت‌های داخلی بخش عمدهٔ فعالیت‌های خود را در این شهر متمرکز کرده‌اند. شرکت‌های چند ملیتی از جمله وال مارت، تله فونیکا، یونیون فنوزا، و پارمالات، دفتر، کارخانه، یا فعالیتی در ماناگوا دارند. رستوران‌هایی مانند مک دانلد، برگر کینگ، و ساب وی نیز از جمله رستوران‌های زنجیرهای هستند که در بازار رو به رشد و در حال توسعهٔ فست فود در ماناگوا جایگاهی به خود اختصاص داده‌اند.
علاوه بر این‌ها، ماناگوا مرکز بانک‌های مهم کشور نیز هست: بانکو د لا پرودوکسیون (BANPRO)، بانکو د آمریکا سنترال (BAC)، بانکو اونو، بانکو د فینانزاس (BDF)، بانکو د کردیتو سنترو آمریکانو (BANCENTRO)، و شرکت مادر آن، یعنی گروه لافیزه. بسیاری از هتل‌های مجلل، از جمله کراون پلازا، بست وسترن، اینترکنتیننتال، هالیدی این، و هیلتن نیز در ماناگوا بنا شده‌اند، که خبر می‌دهد به زودی هتل‌های دیگری نیز در شهر افتتاح خواهند شد. ماناگوا علاوه بر هتل‌های متعدد، شاهد ساخت و افتتاح مراکز خریدی به سبک غربی نیز بوده، که از جملهٔ آن‌ها می‌توان به پلازا اینتر، سنترو کمرسیال متروسنترو، نگارخانه سانتو دومینگو، و مولتی سنترو لاس آمریکاس اشاره کرد.
ماناگوا در حال حاضر شاهد افزایش شدید بهای مسکن نیز می‌باشد، به این دلیل که با کمبود فضای مسکونی روبرو است، و علاوه بر آن، خارجیانی که اغلب آن‌ها از اروپا و آمریکای شمالی هستند، تمایل یافته‌اند که دوران استراحت خود را در نیکاراگوا سپری کنند. در حال حاضر قیمت‌ها بالا نیست، اما در حال افزایش است، و انتظار می‌رود که این روند صعودی ادامه یابد. باید در مرکز شهر ماناگوا فضاهای اداری مدرن ساخته شود، چرا اقتصاد ماناگوا به سرعت در حال رشد است، و لازم است فضاهای تجاری نیز در نقاط مختلف شهر ایجاد شود. صنعت ساختمان در ماناگوا رشد و توسعهٔ بسیار سریعی دارد؛ بر تعداد بناهای اداری تازه‌ای که در حال حاضر در امتداد کاره ترا ماسایا و در ویلا فونتانا در دست ساخت اند، افزوده می‌شود، و تازه‌ترین آن‌ها که اخیراً افتتاح شده، ادیفیسیو اینورکاسا است.

## هنرها
کلیسای جامع کهن ماناگوا در سال‌های دههٔ ۱۹۲۰ در بلژیک طراحی، و از آن جا به این شهر منتقل شد. کلیسا در اثر زلزلهٔ سال ۱۹۷۲ تخریب شد، که سرانجام به ساخت کلیسای جامع تازه در ماناگوا منتهی شد، که جدیدترین کلیسای جامع در سراسر جهان به‌شمار می‌رود. نوسازی این کلیسا در سال‌های اخیر مقدور شده، و در حال حاضر، انتظار تعمیر و احیای آن می‌رود. بنای تئاتر ملی روبن داریو مهم‌ترین تئاتر نیکاراگوا، و مدرن‌ترین سالن نمایش در آمریکای مرکزی است. هم هنرمندان داخلی و هم هنرمندان بین‌المللی در این سالن به اجرای نمایش، کنسرت، برپایی نمایشگاه، و سایر فعالیت‌های فرهنگی می‌پردازند، که از آن جمله می‌توان به نمایش رقص‌های تانگو، نمایش‌ها یا آثار فولکلور ملی اشاره کرد.
کتابخانهٔ دکتر روبرتو اینسر بارکرو در ماناگوا قرار دارد، و با هدف معرفی فرهنگ نیکاراگوا بنا شده است. این کتابخانه، ۶۷۰۰۰ جلد کتاب دارد، خدمات اینترنت رایگان ارائه می‌دهد، از بایگانی روزنامه‌ای دارد که کاربران می‌توانند از آن روزنامه و مجله به امانت بگیرند، و نیز تمامی اطلاعات اقتصادی مربوط بانک مرکزی نیز در آن وجود دارد. علاوه بر این در غرفه‌ای از این ساختمان، نمایشگاهی دائمی از آثار نقاشی مشهور نیکاراگوا و در کنار آنها، آثاری از هنرمندان نوظهوری که آیندهٔ نوید بخشی دارند، برپاست. در تالار سکه‌شناسی نیز نمایشگاهی دائمی از سکه‌ها، اسکناس‌ها و نشان‌های یادبود مربوط به تاریخ نیکاراگوا وجود دارد.
بنای کاخ ملی از تأثیرگذارترین بناهای نیکاراگوا است. این ساختمان توسط رئیس‌جمهور خوان باوتیستا ساکاسا در سال ۱۹۳۵ بنا شده، و بخش‌های زیادی از تاریخ در آن گنجانده شده است. به مدت بیش از ۵۰ سال، کاخ ملی به عنوان مقر دولت مورد استفاده بود. در حال حاضر این بنا برای امور متعدد و متنوعی مورد استفاده قرار می‌گیرد. آرشیو ملی، کتابخانهٔ ملی، و نیز موزهٔ ملی در این بنا قرار دارند. موزهٔ ملی به روی عموم مردم باز است، و قطعاً ارزش دیدن دارد. نه تنها گشت و گذار در اطراف چنین بنای عظیمی، دلچسب است، بلکه خود موزه نیز بسیار جالب توجه است، و آثار نقاشی، مجسمه‌های کوچک مربوط به عهد پیش از کلمبیا، سفال، و سایر آثار در آن به نمایش گذاشته شده است. در این موزه یک اتاق موسوم به «تاریخ ملی»، و اتاق دیگری با عنوان «نمادهای ملی» وجود دارد. همچنین فسیل ردپاهایی از افرادی گه از یک فوران آتشفشانی می‌گریخته‌اند، به چشم می‌خورد.
مشهورترین فستیوال ماناگوا فستیوال متعلق به قدیس محافظ این شهر، سانتو دومینگو د گزمان است. در بامداد نخستین روز آگوست، «بایادا دل سانتو» رخ می‌دهد. در این رویداد، مجسمهٔ کوچکی از سانتو دومینگو از کلیسایی در لاس سیری تاس به کلیسای که در فاصلهٔ کمتر از یک کیلومتر از مرکز شهر فاصله دارد، برده می‌شود. این مجسمه تا بامداد روز دهم در این کلیسا می‌ماند؛ در این روز، «سوبیدا دل سانتو» رخ می‌دهد، که در طول آن، مجسمه به جای اول خود بازگردانده می‌شود. هزاران تن از افراد مذهبی در این رخداد شرکت می‌جویند (تا این قدیس را به سبب معجزاتش سپاس گویند)، و به نوای گروه‌های موزیک می‌رقصند، و برخی از آن‌ها لباس‌های خاصی به تن دارند، و با ماسک‌های سرخ‌پوستی و بدن‌های نقاشی شده در این فستیوال شرکت می‌کنند. این جشن‌ها در هنگام عصر برگزار می‌شوند و بسیار شلوغ‌اند. در مراسم رژهٔ اسب‌ها نیز، مالکان و پرورش دهندگان اسب با بهترین اسب‌های خود شرکت می‌کنند.

## تفریحات
تعدادی بار، کلوپ شبانه، کازینو، سالن نمایش و سینما در ماناگوا وجود دارد. در مقایسه با قیمت‌های اروپا و آمریکا، نوشیدنی‌های الکلی، نمایش‌های تئاتر و بلیت سینما نسبتاً ارزان ترند. در همهٔ مراکز خرید مهم سالن‌های سینما وجود دارد که فیلم‌هایی به زبان انگلیسی و اسپانیولی به نمایش می‌گذارند. سفارتخانهٔ کشورهای خارجی نیز جشنواره‌های فیلم را در ماناگوا پشتیبانی می‌کنند.
در شهر رستوران‌هایی با طیف متنوعی از غذاها، شامل غذاهای ژاپنی، برزیلی، چینی، فرانسوی، هندی، اسپانیایی، مکزیکی، ایتالیایی، آرژانتینی، آلمانی، و نیکاراگوایی وجود دارد. در کنار این رستوران‌ها، برخی از مشهورترین رستوران‌های فست فود آمریکایی و داخلی، مانند پولو تیپ- تاپ و راستی- پولوس به چشم می‌خورد.
ورزش ملی نیکاراگوا بیس بال است، و پس از آن و با فاصلهٔ کمی، فوتبال قرار دارد. اما در ماناگوا، بیس بال بی‌رقیب است. بسیاری از بازی‌های تیم بوئر ماناگوا در استادیوم ملی دنیس مارتینز برگزار می‌شود. هنگامی که این استادیوم در اواخر دههٔ ۱۹۶۰ ساخته شد، مدرن‌ترین استادیوم آمریکای مرکزی به‌شمار می‌رفت، و در چند مورد میزبان جام جهانی بیس بال شد. امکانات ورزشی در ماناگوا شامل زمین‌های گلف، تنیس، بسکتبال، و والیبال نیز می‌شود، که در نقاط مختلف شهر قرار دارند.
در سال‌های اخیر در نزد نیکاراگوایی‌های ثروتمند محبوبیتی نسبی یافته‌اند. بزرگ‌ترین و محبوب‌ترین آن‌ها کازینوی فرعون است که در حاشیهٔ کاره ترا نورته قرار دارد. اغلب اهالی ماناگوا علاقه دارند که با دوستان خود به گردش روند، و بنابراین رقص، یکی از سرگرمی‌های محبوب و متداول است. در این شهر کلوپ‌های شبانه و بارها نیز وجود دارند، و محبوب‌ترین منطقه‌ای که این اماکن در آن قرار دارند، اصطلاحاً "زونا روساً (منطقهٔ قرمز) نامیده می‌شود، و در نزدیکی متروسنترو واقع است.
علاوه بر سرگرمی‌های مذکور، در ماناگوا مجموعهٔ متنوعی از مراکز خرید، از بازارهای کشاورزی تا بوتیک‌های مجلل و فروشگاه‌های بزرگ نیز وجود دارد. مرکادو هوئمبس را می‌توان به عنوان یکی از بهترین بازارهای ماناگوا نامید، که در آن، خریداران می‌توانند همه چیز از مبلمان، هنرها و ساخته‌های بومی، تا میوه و سبزیجات و لباس بخرند. علاوه بر این در مراکز خرید متعددی نیز بوتیک‌های ویژه و فروشگاه‌های بزرگی از قبیل اکلیپس، کریون، و سیمن نیز وجود دارند، که تمامی مارک‌های بزرگ و مشهور اروپایی، آمریکایی، و استرالیایی لباس و لوازم آرایش زنان و مردان را عرضه می‌کنند. پالی، لا کولونیا، و لا یونیون نیز سوپرمارکت‌های مشهوری هستند که اجناس گوناگون و متنوعی در اغلب ساعات شبانه روز در آن‌ها به فروش می‌رسد، و در نقاط مختلف شهر قرار گرفته‌اند، و اقلام بومی و خارجی را از همه جای دنیا عرضه می‌کنند.

## حمل و نقل

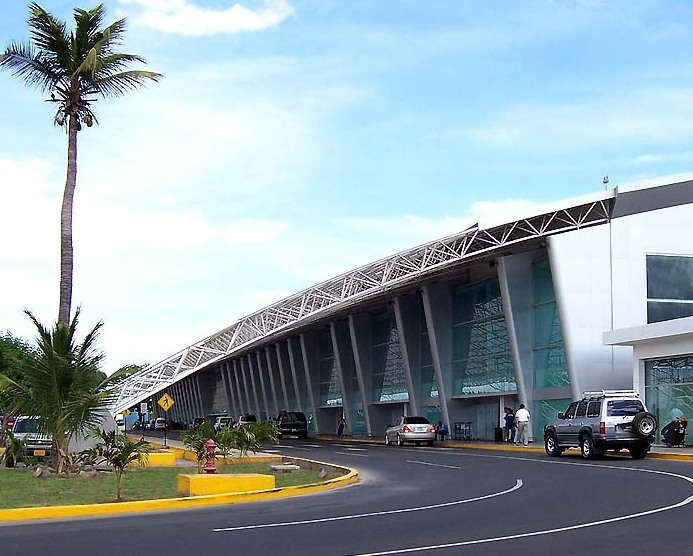
فرودگاه بین‌المللی آگوستو ساندینو در ماناگوا

ماناگوا از نظر حمل و نقل یکی از شهرهای برتر نیکاراگوا به‌شمار می‌رود. تمامی جاده‌های اصلی نیکاراگوا به ماناگوا می‌رسند، و حمل و نقل عمومی برای انتقال افراد از به داخل و خارج این شهر، وضعیت مطلوبی دارد. چهار بزرگراه اصلی نیز به ماناگوا منتهی می‌شوند. بزرگراه پان آمریکن از شمال به شهر وارد می‌شود و ماناگوا را به بخش‌های شمالی و مرکزی نیکاراگوا متصل می‌کند. این بزرگراه، بزرگراه شمالی یا کاره ترا نورته نامیده می‌شود. بزرگراه جنوبی یا کاره ترا سور بخش دیگری از بزرگراه پان آمریکن است، ماناگوا را به بخش‌های جنوبی، از قبیل ماسایا و گرانادا متصل می‌کند. کاره ترا نئووا ا لئون ماناگوا را به لئون پیوند می‌دهد. تمامی این بزرگراه‌ها در وضعیت بسیار مطلوبی قرار دارند و تراکم و ترافیک سبکی دارند.
در داخل شهر ماناگوا افرادی که به محل کار خود رفت‌وآمد می‌کنند، از تاکسی یا اتوبوس استفاده می‌کنند؛ تاکنون در ماناگوا هیچ قطار برون‌شهری، تراموای، یا مونوریلی ساخته نشده است. اخیراً و با پشتیبانی دولت ژاپن، استفاده از اتوبوس‌های مدرن مرسدس بنز در چندین خط اتوبوسرانی ماناگوا آغاز شده که هدف از آن، مدرنیزه کردن سیستم حمل و نقل شهر است. پروژهٔ دیگری که هم‌اکنون در دست اقدام است پروژه‌ای است که به نام «شبکهٔ تراموای یا خط اتوبوس» خوانده می‌شود، که در آن حمل و نقل در امتداد کاره ترا منتقل می‌شود، با این هدف که این سیستم به سایر بخش‌های شهر نیز گسترش یابد تا برخی از مشکلات ترافیکی ماناگوا حل شود. در ماناگوا چندین پایانهٔ اتوبوسرانی نیز برای حمل و نقل درون‌شهری وجود دارد، که اغلب آن‌ها در نزدیکی بازار قرار دارند. اتوبوس‌هایی که به سوی مقصد خاصی حرکت می‌کنند یا به آن مقصد می‌رسند را اغلب می‌توان در یک پایانهٔ خاص یافت. مسافرانی که در حال سفر از شهری به شهر دیگر از ماناگوا عبور می‌کنند، ممکن است نیاز داشته باشند که از یک پایانه به پایانه‌ای دیگر در داخل شهر بروند. قبلاً قطاری از ماناگوا به سایر شهرها عازم می‌شد، اما در حال حاضر این سرویس برچیده شده، و اکنون هیچ قطاری در ماناگوا یا در کل نیکاراگوا به این منظور مورد استفاده قرار نمی‌گیرد.
فرودگاه بین‌المللی ماناگوا بزرگ‌ترین فرودگاه نیکاراگوا به‌شمار می‌رود و اخیراً افتتاح شده؛ بخشی از هزینهٔ بازسازی و توسعهٔ آن، که بیش از ۵۲ میلیون دلار بوده است، توسط اسپانیا تأمین شده است.
این فرودگاه در حال حاضر به مدرن‌ترین پایانهٔ هوایی در آمریکای مرکزی بدل شده، و مهم‌ترین قطب ارتباطی ملی و بین‌المللی به‌شمار می‌رود. تقریباً تمامی پروازهای بین‌المللی به این فرودگاه کوچک، مدرن، و کارآمد وارد می‌شوند. بسیاری از پروازهایی که به مقاصد داخلی، از جمله بلو فیلدز، کورن آیلندز، و سان کارلوس انجام می‌شوند نیز از مبدأ این فرودگاه هستند. فرودگاه در بزرگراه شمالی واقع است، و حدود ۱۱ کیلومتر (۸ مایل) از شرق مرکز شهر فاصله دارد. می‌توان از فرودگاه به راحتی و با استفاده از خودرو، تاکسی، و اتوبوس به هتل‌ها، رستوران‌ها، و مراکز تجاری رفت. در مجموع ۱۰ خط هوایی در این فرودگاه فعال‌اند. علاوه بر این انتظار می‌رود که خطوط هوایی اسپانیا ایر مادرید نیز از سال ۲۰۰۷ پروازهای مستقیمی از مبدأ مادرید به این فرودگاه برقرار کند، این شرکت همچنین تمایل دارد تا به منظور تعمیر و نگهداری هواپیماهای خود و سایر شرکت‌ها، یک آشیانهٔ هواپیما بنا کند.

## زیرساخت‌ها و ارتباطات
در ماناگوا یک سیستم تصفیهٔ آب در حال ساخت است، که قرار است آب‌های دریاچهٔ ماناگوا را پاکسازی کند. با پشتیبانی‌های مالی دولت آلمان، انتظار می‌رود این سیستم تا اواسط سال ۲۰۰۸ تکمیل شود. این سیستم به پاکسازی آب‌های دریاچه می‌پردازد که به مدت چندین دهه آلوده شده بودند، و نتیجهٔ نهایی عملکرد آن در سال ۲۰۱۰ معلوم خواهد شد. هم چنین پروژهٔ عظیم دیگری نیز برای بازسازی مرکز قدیمی ماناگوا و نیز احداث شبکه‌یمونوریل با هدف رفع مشکلات ترافیکی ماناگوا در دست اقدام است. این دو پروژه مرکز قدیمی ماناگوا را احیا می‌کند و سبب توسعهٔ گردشگری، تجارت، زیرساخت‌ها، و اقتصاد این شهر می‌شود.
اغلب شبکه‌های تلویزیونی و روزنامه‌های مهم ملی در ماناگوا مستقرند. بزرگ‌ترین کانال تلویزیونی کانال ۲، است و پس از آن، تله نیکا، کانال ۱۰، ۱۰۰٪ نوتی سیاس، و بسیاری شبکه‌های دیگر قرار می‌گیرند. روزنامهٔ «لا پنسا» نیز در ماناگوا مستقر است، و بزرگ‌ترین روزنامهٔ ملی به‌شمار می‌رود؛ روزنامهٔ بزرگ دیگر، «ال نئوو دیاریو» است که رویکردهای ساندنیستی دارد، و دفاتر آن در ماناگوا قرار دارند، و علاوه بر این‌ها، روزنامه‌های دیگری نیز در این شهر وجود دارند. ایستگاه‌های رادیویی متعددی نیز در ماناگوا وجود دارند، که برخی از آن‌ها رویکردهای سیاسی، اجتماعی، یا مذهبی دارند.
در ماناگوا بیمارستان‌های متعدد عمومی و خصوصی وجود دارد، که بزرگ‌ترین آن‌ها بیمارستان خصوصی متروپولیتانو ویویان پلاس است، که بهترین بیمارستان کل آمریکای مرکزی است، و از استانداردها، امکانات، و تجهیزات درجه یک در سطح دنیا برخوردار است. همچنین طرح‌های دیگری نیز برای ساخت یک استادیوم فوتبال تازه و مدرن در محوطهٔ UNAN در دست اقدام است. این استادیوم به مدرن‌ترین استادیوم در آمریکای مرکزی بدل خواهد شد، و در حال حاضر در دست ساخت است، و انتظار می‌رود ظرف دو سال آینده تکمیل شود.

## پیوندها
- نقشه شهر ماناگوآ بایگانی‌شده  در ۱۳ اوت ۲۰۱۲ توسط Wayback Machine
- ماناگوآ، تصاویر، جاذبه‌ها، شهرداری‌ها، هتل‌ها، و غیر.